# 警察庁広域重要指定121号事件
警察庁広域重要指定121号事件（けいしちょうこういきじゅうようしてい121ごうじけん）とは、1993年に金融業者ら3人が殺害された強盗殺人事件である。別名を犯行グループの構成から日本・外国人集団連続強盗殺人事件ともいう。犯行グループは日本人とマレーシア人らによって構成されていた。

## 事件の概要
1994年に入って犯人らは逮捕され、一連の事件の概要が判明し警察庁広域重要指定事件に指定されたのは同年4月18日のことであった。一連の犯行は1993年10月から12月の間に行われ、静岡県・滋賀県・東京都・群馬県を舞台に金融業者ら3名を殺害し、他にも負傷者を出すなどして金品を強奪したものである。日本人のM（犯行時33歳）他2名は、少年刑務所で知り合った仲であり強盗団を結成した。外国人の殺人実行犯として中国系マレーシア国籍のW（犯行時25歳）を仲間に入れた。Wは1989年2月ごろに来日していた。
まず、1993年10月8日に静岡県内のパチンコ店から1050万円を強奪した。次に、10月27日に7人組で滋賀県八日市市（現：東近江市）の金融業者の自宅を襲撃し殺害したうえ1400万円や貴金属などを強奪。さらにMとWは12月10日に東京都足立区の金融業者に押し入ったが、従業員を負傷させたのみで犯行は未遂に終わった。MとWはその後、12月12日に群馬県高崎市のゲーム喫茶経営者を射殺し9万円などを奪い、12月20日には足立区の不動産賃貸業者を殺害し、120万円などを強奪した。一連の犯行で3人を殺害していた。

## 裁判
強盗団は全員逮捕されたが、一連の犯行に対し主犯Mと殺害に直接関与したWの2人については死刑が確定している。2人の裁判は分離して審議されたが、Mは2005年9月16日に最高裁で上告を棄却され死刑が確定し、Wはそれより先の2004年4月19日に上告を棄却され死刑が確定している。Wは来日外国人死刑囚としては3人目である。2021年現在、2名とも東京拘置所に収監されている。